# نیروی زمینی تاجیکستان
نیروهای زمینی تاجیکستان (تاجیکی: Нерӯҳои заминии Тоҷикистон)، که رسماً با عنوان نیروهای زمینی وزارت دفاع تاجیکستان شناخته می‌شوند، نیروی زمینی نیروهای مسلح تاجیکستان هستند. این نیرو که در جریان جنگ داخلی تاجیکستان شکل گرفت، حدود ۷۰ درصد از نیروهای مسلح این کشور را تشکیل می‌دهد.

## تاریخچه
تاجیکستان تنها جمهوری سابق شوروی است که نیروهای مسلح خود را از واحدهای قدیمی ارتش شوروی تشکیل نداد. در عوض، وزارت دفاع روسیه فرماندهی مستقیم واحدهای شوروی در آنجا را بر عهده گرفت و دولت تاجیکستان را مجبور کرد ارتشی را از صفر ایجاد کند. دولت در فوریه ۱۹۹۳ شروع به جمع‌آوری نیروهای مسلح کرد. در تابستان همان سال، در ۲۳ ژوئن، نیروهای زمینی رسماً تأسیس شدند.
این نیرو در ابتدا توسط وزارت دفاع به عنوان اداره نیروهای مسلح تأسیس شد و اولین واحدهای آن در اوایل سال از تیم‌های ماهر وفادار به جبهه مردمی تاجیکستان تشکیل شدند. پرسنل کل ارتش شاهد استقرار واحدهای نظامی زیر در آن زمان بودند: ۱۳۴۸۳، ۰۷۰۱۷ و ۲۳۴۴۱. در اواسط دهه ۱۹۹۰، نیروهای زمینی حدود ۳۰۰۰ نفر بودند که اکثریت افسران آن روسی و بیشتر از جانبازان جنگ در افغانستان بودند.
در سال ۱۹۹۷، نیروهای زمینی دارای دو تیپ تفنگ موتوریزه (که یکی از آنها تیپ آموزشی بود)، یک تیپ و یک واحد عملیات ویژه، و همچنین واحدها و زیرواحدهایی بودند که پشتیبانی عملیاتی، فنی و لجستیکی را ارائه می‌کردند. ارتش از چندین واحد اپوزیسیون متحد تاجیک که در جنگ با نیروهای دولتی در طول جنگ داخلی تجربه داشتند، بهره‌مند شد، اما تا سال ۲۰۰۶، به خوبی نگهداری و تأمین مالی نمی‌شدند. در آن زمان ارتش دارای ۴۴ تانک اصلی جنگی، ۳۴ خودروی جنگی پیاده نظام زرهی، ۲۹ خودروی زرهی حامل پرسنل، ۱۲ قبضه توپ کششی، ۱۰ پرتابگر موشک چندگانه، ۹ خمپاره و ۲۰ موشک زمین به هوا بود. نیروهای زمینی در سال ۲۰۰۷ دارای دو تیپ تفنگ موتوریزه، یک تیپ کوهستانی، یک تیپ توپخانه، یک تیپ تهاجم هوابرد، یک واحد تهاجم هوابرد و یک هنگ موشکی زمین به هوا بودند.
در پی خروج نیروهای ایالات متحده از افغانستان (۲۰۲۱)، ۲۰۰۰۰ سرباز ذخیره نیروهای زمینی به مرز بین تاجیکستان و افغانستان اعزام شدند.
در ۲۸ اکتبر ۲۰۲۱، چین اعلام کرد که ساخت یک پایگاه جدید برای کماندوهای تاجیک و یک پایگاه دیگر در نزدیکی دالان واخان برای نیروهای چینی را تأمین مالی خواهد کرد.

## آموزش
پرسنل آن به طور مکرر توسط پرسنل روسیه، چین، فرانسه، هند و ایالات متحده آمریکا آموزش می‌بینند. مربیان آمریکایی بر روی ایجاد یک سپاه افسر وظیفه در ارتش برای آموزش پرسنل وظیفه کار کرده‌اند. در حال حاضر، بیش از ۵۰۰ نفر از پرسنل نظامی در روسیه آموزش می‌بینند و سالانه تا ۱۰۰۰ متخصص جوان در پایگاه نظامی ۲۰۱ روسیه آموزش می‌بینند.

## فرماندهان
- امامعلی صابرزاده (۲۰۱۰-۲۰۱۵)
- سرهنگ نظر صفر اف (حدود ۲۰۱۵)[۹]
- باباجان سعیدزاده (۲۴ نوامبر ۲۰۱۵[۱۰] - ۹ فوریه ۲۰۱۸)[۱۱][۱۲][۱۳]
- بختیار مؤمن مؤمن زاده (۴ نوامبر ۲۰۱۸ - ؟)[۱۴]
- خسرو بابازاده (؟ - ۲۸ فوریه ۲۰۲۴)
- رحمانعلی صفرعلی زاده (۲۸ فوریه ۲۰۲۴ - تاکنون)[۱۵]

## ساختار
نیروهای زمینی ۷۰ درصد از ارتش ملی تاجیکستان را تشکیل می‌دهند. این نیرو عمدتاً شامل واحدهای پیاده نظام، تانک و توپخانه است. بسیاری از واحدها شبه نظامیان سابق هستند، از جمله چندین واحد که در طول جنگ داخلی تاجیکستان به عنوان بخشی از اپوزیسیون متحد تاجیک با دولت جنگیدند. واحدهای زیر بخشی از نیروهای زمینی هستند:
- تیپ ۱ تفنگ موتوریزه (بختار)
- تیپ ۳ تفنگ موتوریزه (خجند)
- تیپ ۱۲ توپخانه (دوشنبه)
- گردان ۱۸۳ شناسایی جداگانه (دوشنبه)
- گردان ۱۷ واکنش جداگانه (خجند)
- گردان ۷۵ پزشکی جداگانه
- گروهان ۷۴ جداگانه برای حفاظت شیمیایی و بیولوژیکی
- گروهان ۳۸ جداگانه جنگ الکترونیک
- گردان ۷ تفنگ جداگانه
- واحد نظامی ۱۵۴۲۶ (ناحیه مرغاب، ولایت خودمختار بدخشان کوهستانی)[۱۷]
- واحد نظامی ۰۸۰۱۰ (دوشنبه)، این واحد به عنوان مرکز آموزشی برای آموزش متخصصان خودروهای زرهی BMP و BTR، تانک‌های T-۷۲، دسته پدافند هوایی، مخابرات و آشپزها خدمت می‌کند. در این واحد نظامی، بیش از ۶۰ درصد سربازان از منطقه سغد هستند.[۱۸]

### گردان ۷ تفنگ جداگانه
واحد ۱۳۴۸۳ یکی از اولین واحدهای نظامی بود که تأسیس شد، در اکتبر ۱۹۹۳ تشکیل شد و به گردان ۷ تفنگ جداگانه یا واحد ۰۸۰۱۴ تغییر نام داد. این واحد در مرز تاجیکستان و افغانستان واقع شده است و وظایف خود را به طور مشترک با نیروهای مرزی تاجیکستان انجام می‌دهد. در ۱۳ اوت ۱۹۹۷، با دستور وزیر دفاع، سرهنگ دوم شیرعلی میرزا به عنوان فرمانده آن منصوب شد. در حال حاضر، فرمانده این واحد نظامی سرهنگ عبدالحمید صفرزاده است. این واحد مفتخر به دریافت "پرچم سیار" و "پرچم متحرک" شده است. این واحد در ناحیه واسع مستقر است.

## تجهیزات

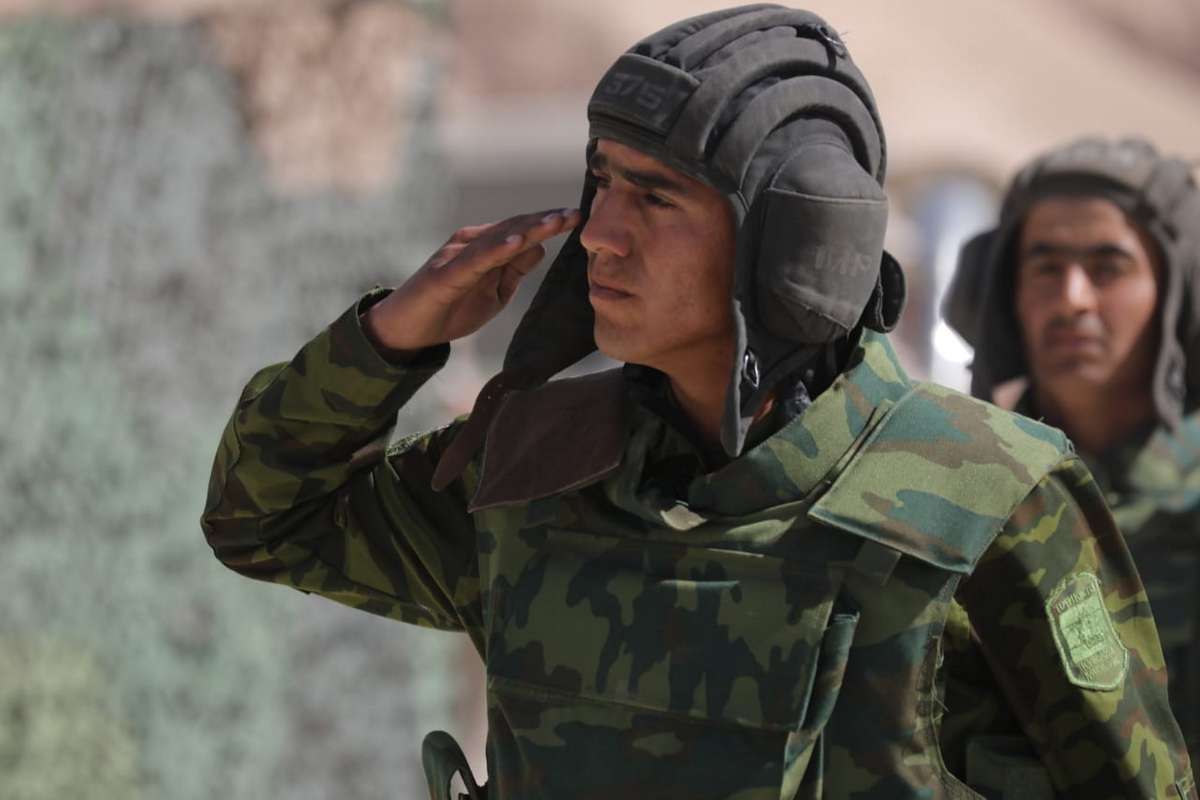
یک تانکیست ارتش تاجیکستان.

| نام                                        | منشأ                   | نوع                                | در خدمت                | یادداشت‌ها                                                          |
| تانک اصلی میدان نبردها                     | تانک اصلی میدان نبردها | تانک اصلی میدان نبردها             | تانک اصلی میدان نبردها | تانک اصلی میدان نبردها                                             |
| ------------------------------------------ | ---------------------- | ---------------------------------- | ---------------------- | ------------------------------------------------------------------ |
| تی-۷۲                                      | اتحاد جماهیر شوروی     | تانک اصلی میدان نبرد               | ۲۸                     |                                                                    |
| تی-۶۲                                      | اتحاد جماهیر شوروی     | تانک اصلی میدان نبرد               | ۷                      |                                                                    |
| خودروی جنگی زرهی‌ها                         |                        |                                    |                        |                                                                    |
| بی‌تی‌آر-۶۰                                  | اتحاد جماهیر شوروی     | آبی‌خاکی خودروی زره‌پوش ترابری پرسنل | ۱                      |                                                                    |
| بی‌تی‌آر-۷۰                                  | اتحاد جماهیر شوروی     | آبی‌خاکی خودروی زره‌پوش ترابری پرسنل | ۲                      |                                                                    |
| بی‌تی‌آر-۸۰                                  | اتحاد جماهیر شوروی     | آبی‌خاکی خودروی زره‌پوش ترابری پرسنل | ۲۰                     |                                                                    |
| BMP-۱                                      | اتحاد جماهیر شوروی     | خودروی جنگی پیاده نظام             | ۸                      |                                                                    |
| BMP-۲                                      | اتحاد جماهیر شوروی     | خودروی جنگی پیاده نظام             | ۱۵                     |                                                                    |
| BRDM-۲                                     | اتحاد جماهیر شوروی     | خودروی شناسایی                     | ۲۱                     | ۹ اهدا شده در سال ۲۰۱۹ و ۱۲ دستگاه BRDM-۲M در سال ۲۰۲۱ توسط روسیه. |
| توپخانه                                    |                        |                                    |                        |                                                                    |
| D-۳۰ هویتزر ۱۲۲ میلی‌متری                   | اتحاد جماهیر شوروی     |                                    | ۱۰                     |                                                                    |
| پرتابگرهای موشک چندگانه                    |                        |                                    |                        |                                                                    |
| BM-۲۱ گراد                                 | اتحاد جماهیر شوروی     |                                    | ۳                      |                                                                    |
| TOS-۱                                      | اتحاد جماهیر شوروی     |                                    | نامعلوم                |                                                                    |
| خمپاره‌ها                                   |                        |                                    |                        |                                                                    |
| PM-۳۸ ۱۲۰ میلی‌متری                         | اتحاد جماهیر شوروی     |                                    | N/A                    |                                                                    |
| موشک‌های سطح به هوا                         |                        |                                    |                        |                                                                    |
| اس-۷۵ دوینا اس-۱۲۵ نوا/پچورا ۹K۳۲ استرلا-۲ | اتحاد جماهیر شوروی     |                                    | نامعلوم                |                                                                    |
| تجهیزات سبک                                |                        |                                    |                        |                                                                    |
| ماکاروف پی‌ام                               | اتحاد جماهیر شوروی     |                                    | N/A                    |                                                                    |
| تی‌تی-۳۳                                    | اتحاد جماهیر شوروی     |                                    | N/A                    |                                                                    |
| AK-۴۷                                      | اتحاد جماهیر شوروی     |                                    | N/A                    | [ ۲۵ ]                                                             |
| AKM                                        | اتحاد جماهیر شوروی     |                                    | N/A                    |                                                                    |
| AK-۷۴                                      | اتحاد جماهیر شوروی     |                                    | N/A                    | [ ۲۶ ]                                                             |
| تایپ ۵۶                                    | چین                    |                                    | N/A                    |                                                                    |
| تایپ ۸۱                                    | چین                    |                                    | N/A                    | [ ۲۷ ]                                                             |
| RPK                                        | اتحاد جماهیر شوروی     |                                    | N/A                    |                                                                    |
| PKM                                        | اتحاد جماهیر شوروی     |                                    | N/A                    |                                                                    |
| NSV                                        | اتحاد جماهیر شوروی     |                                    | N/A                    |                                                                    |
| دوشکا                                      | اتحاد جماهیر شوروی     |                                    | N/A                    |                                                                    |
| دراگونوف SVD                               | اتحاد جماهیر شوروی     |                                    | N/A                    |                                                                    |
| آرپی‌جی-۷                                   | اتحاد جماهیر شوروی     |                                    | N/A                    |                                                                    |
| آرپی‌جی-۱۸                                  | اتحاد جماهیر شوروی     |                                    | N/A                    |                                                                    |
| SPG-۹                                      | اتحاد جماهیر شوروی     |                                    | N/A                    |                                                                    |